# عقوبة الإعدام في تونغا
تُعتبر عقوبة الإعدام قانونية في تونغا، لكنها لم تُفرض منذ عام 1982. يؤدي عدم تنفيذ أحكام الإعدام في البلاد إلى وضعها ضمن فئة الدول الملغية لعقوبة الإعدام في الممارسة، إذ يحتفظ بعقوبة الإعدام في القانون، ولكنه لم يفرضها في السنوات العشر الأخيرة. تشكل إدانات تونغا المتدنية في جرائم القتل جزءًا من سبب عدم تنفيذ عقوبات الإعدام، فضلاً عن عدم استعداد محاكمها الواضح لفرض العقوبة، إلا إذا بدا ذلك ضروريًا للغاية.

## التشريع والقانون القضائي
يُعتبر قانون الجرائم الجنائية التشريع الحاكم لعقوبة الإعدام في تونغا. يضع هذا القانون عقوبة الإعدام ضمن قائمة عقوبات السلوك الإجرامي. من الممكن أن تُفرض عقوبة الإعدام على جرائم القتل والخيانة العظمى، ولكن لا يجوز فرضها على المرأة الحامل، إذ أُضيف حظر فرض عقوبة الإعدام على المرأة الحامل إلى قانون الجرائم الجنائية عبر تعديل في عام 1939. إذا زعمت امرأة مُدانة بالقتل أو الخيانة أنها حامل، يكون السؤال المطروح أمام هيئة المحلفين هو ما إذا كانت هذه الهيئة مقتنعة فعلًا بأن المرأة حامل، وستكون هيئة المحلفين صاحبة القرار في ذلك، كقاعدة عامة، تكون نفس هيئة المحلفين التي أدانتها في البداية. لا يمكن أن يحصل أي شخص عمره أقل من 15 عامًا على عقوبة الإعدام لجريمة قتل. ومع ذلك، نظرًا إلى صياغة القانون، فمن غير الواضح ما إذا كان من الممكن تعرض شخص ما دون هذا العمر للإعدام عقوبةً على الخيانة.
يجب أن يوافق الملك على عقوبة الإعدام قبل فرضها؛ ويجب أن يحصل ذلك بموافقة المجلس الملكي الخاص في تونغا. يُعتبر الموت شنقًا طريقة التنفيذ المستخدمة للإعدام. يجب على الضابط الطبي تقديم شهادة وفاة بعد إعدام الجاني. أُدرج شرط شهادة الوفاة في تعديل في عام 1958. يجب على هيئة المحلفين التي أدانت الجاني -إلى جانب قاضٍ في المقاطعة التي نُفذ فيها حكم الإعدام، إجراء «تدقيق» في جسد الجاني. يجب على هيئة المحلفين التأكد من هوية المتوفى (أي الجاني المُدان). يجب أن تتأكد هيئة المحلفين أيضًا من أن «عقوبة الإعدام قد نُفِّذت على النحو الواجب على الجاني»، وهذا يعني أنه يجب على هيئة المُحلفين التأكد من وفاة الجاني بالإضافة إلى إصدار الشهادة الطبية. يقرر مجلس الملكية في تونغا مكان دفن أولئك الذين حصلوا على عقوبة الإعدام؛ يُختار المكان، ويُدفن كل جانٍ في المكان الذي أُعدم فيه. يستطيع مجلس ملكية تونغا أيضًا وضع «لوائح» خاصة بعمليات الإعدام، لأغراض «الحراسة خوفًا من أي إساءة في التنفيذ»، و«لإضفاء المزيد من الهيبة إليها»، وللإعلان عن تنفيذ الإعدام خارج السجن.
وقعت آخر عمليات الإعدام في تونغا في عام 1982، عندما شُنق فلاتوتي سول وليفينغ سول وفيلي إيساو بتهمة القتل. ناقش برلمان تونغا في نفس العام إلغاء عقوبة الإعدام، لكنه قرر الإبقاء عليها.
صوتت الجمعية التشريعية التونغية في عام 2004 على مشروع قانون يقترح فرض عقوبة الإعدام على المدانين بحيازة المخدرات غير المشروعة. هزمت الجمعية مشروع القانون هذا بأغلبية 10-7 أصوات، ما يشير إلى أن عقوبة الإعدام -إذا استمرت تونغا في الاحتفاظ بها- لن تنتشر لتصبح عقوبة قابلة للتطبيق على جرائم أخرى. هذه إشارة إلى أن تونغا ترغب في التحفظ على عقوبة الإعدام بالنسبة لجرائم القتل والخيانة الخطيرة للغاية.
أثيرت قضية عقوبة الإعدام في عام 2005، عندما أصبح تيفيتا سيالي فولا أول شخص يُدان بالقتل بسن 24 عامًا في تونغا. ومع ذلك، لم يفرض ويبستر سي جي عقوبة الإعدام، على أساس أن أفعال فولا لم تصل إلى عتبة «إحدى أندر الحالات التي يكون فيها الخيار البديل للسجن مدى الحياة ممنوعًا بلا شك». لم يصدر ويبستر سي جي أي حكم أخلاقي بشأن عقوبة الإعدام، موضحًا أن الأمر «من اختصاص الحكومة والبرلمان» ليقررا ما إذا كان ينبغي الاحتفاظ بعقوبة الإعدام في تونغا. يُعتبر الحكم الصادر في قضية «آر ضد فولا» بمثابة مؤشر على أن تونغا لا تأخذ عقوبة الإعدام على محمل الجد.

## الإجراءات الدولية واستجابات الدول الأخرى

### من ناحية عامة
قدّمت الأمم المتحدة وقفًا لعقوبة الإعدام في عام 2007. صوتت تونغا ضد هذا المقترح، واستمرت في القيام بذلك في عام 2008 وعام 2010 وعام 2012. ومع ذلك، اختارت تونغا في الآونة الأخيرة –في عام 2014 وعام 2016- الامتناع عن التصويت على هذه المسألة. يشير هذا الأمر إلى حدوث تحول في تفكير تونغا وهو ما يتماشى مع إلغاء وضع عقوبة الإعدام في موضع الممارسة.
في أعقاب أعمال الشغب التي وقعت في نوكوالوفا عام 2006، حيث اشتُبه في ارتكاب عدة رجال لجريمة قتل، بدا أنه قد لا يواجه هؤلاء الرجال المحاكمة على الإطلاق. رفضت الحكومة الأسترالية -التي شكلت جزءًا من فريق التحقيق في أعمال الشغب- تسليم تقارير تشريح الجثث للضحايا خوفًا من فرض عقوبة الإعدام على المشتبه بهم. كانت هذه خطوة دبلوماسية من جانب أستراليا، إذ بعثت برسالة واضحة إلى تونغا بأنها لم توافق على الاحتفاظ بعقوبة الإعدام. لكن هذا لم يغير من موقف تونغا القانوني تجاه العقوبة.

### الاستعراض الدوري الشامل

#### دورة عام 2008
تلقت تونغا توصية من إيطاليا لإلغاء عقوبة الإعدام خلال دورة المراجعة الدورية الشاملة الأولى في عام 2008. ردت تونغا بتذكيرها بأنها لم تفرض مثل هذه العقوبة منذ عام 1982، وأنها ترحب «بفرص إضافية للمناقشة والحوار حول هذه القضية».  ومع ذلك، لم تبذل تونغا أي جهد لإلغاء عقوبة الإعدام بعد هذه الدورة. نظرًا إلى أن تونغا قد صدقت على عدد قليل من معاهدات القانون الدولي لحقوق الإنسان، فإن عليها التزامات دولية قليلة متعلقة بعقوبة الإعدام.

#### دورة عام 2012
جلبت دورة عام 2012 توصيات مماثلة، ولكن هذه المرة من عدد من الدول؛ وشملت توصيات كل من أستراليا وإسبانيا والمملكة المتحدة التصديق على البروتوكول الاختياري الثاني الملحق بالعهد الدولي الخاص بالحقوق المدنية والسياسية، الذي يهدف إلى إلغاء عقوبة الإعدام. تونغا ليست من الدول الموقعة على العهد الدولي الخاص بالحقوق المدنية والسياسية، ولم تصدق عليه. ولهذا، تضمنت توصيات أستراليا والمملكة المتحدة اقتراحًا بالتصديق على هذا العهد أيضًا. قالت تونغا في ردها إنها لم تفكر في التصديق على العهد الدولي الخاص بالحقوق المدنية والسياسية. ومع ذلك، فقد أشارت إلى قضية «آر ضد فولا» باعتبارها حجة على أن محاكم تونغا تطبق مبادئ العهد الدولي الخاص بالحقوق المدنية والسياسية على الرغم من حالة عدم التصديق. 
قدمت كل من إيطاليا وسلوفاكيا خلال دورة الاستعراض الدوري الشامل لعام 2012 توصيات منفصلة متعلقة بفرض عقوبة الإعدام على الأشخاص الذين تقل أعمارهم عن 18 عامًا. اقترحت إيطاليا أن تونغا «تحظر ذلك صراحة»، مع توصية سلوفاكيا بالإلغاء «الفوري» لعقوبة الإعدام بالنسبة للمجرمين من فئة الأحداث العمرية. ذكرت إيطاليا على وجه التحديد أن هذا الأمر سيكون موائمًا لاتفاقية حقوق الطفل والقرار المعاصر للجمعية العامة للأمم المتحدة. صدقت تونغا على اتفاقية حقوق الطفل، التي تحظر عقوبة الإعدام على الأشخاص الذين تقل أعمارهم عن 18 عامًا، بصرف النظر عن الجريمة المرتكَبة.
أظهر رد تونغا خلال هذه الدورة عزمها على الإبقاء على عقوبة الإعدام. على الرغم من كون تونغا من الدول الملغية للعقوبة في الممارسة، لكنها في الأساس دولة مطبَّقة لها لأنها ترفض إلغاء عقوبة الإعدام.

### مقارنةً مع الدول الأخرى
تنضم تونغا إلى 140 دولة أخرى ملغية للعقوبة في القانون أو الممارسة. تحتفظ تونغا وبابوا غينيا الجديدة فقط من بين دول جزر المحيط الهادئ بعقوبة الإعدام ومن المرجح أن تلغيها في عشرينيات هذا القرن.